# Castelnau-d'Anglès
Castelnau-d'Anglès è un comune francese di 95 abitanti situato nel dipartimento del Gers nella regione dell'Occitania.

## Società

### Evoluzione demografica
Abitanti censiti